# Liste der Kulturdenkmäler in Wickenrodt
In der Liste der Kulturdenkmäler in Wickenrodt sind alle Kulturdenkmäler der rheinland-pfälzischen Ortsgemeinde Wickenrodt aufgeführt. Grundlage ist die Denkmalliste des Landes Rheinland-Pfalz (Stand: 12. Juni 2023).

## Einzeldenkmäler
| Bezeichnung              | Lage             | Baujahr      | Beschreibung | Bild                           |
| ------------------------ | ---------------- | ------------ | --- | ------------------------------ |
| Evangelische Pfarrkirche | Unterdorf Lage   |              | Saalbau; Schiff im Kern romanisch, Veränderungen im 18. und 19. Jahrhundert; romanischer Chorturm mit spätgotischem Spitzhelm aus dem Jahr 1445/46; zwei Glocken: eine um 1340 von Magister Sifride, Köln („Friedensglocke“), die jüngere bezeichnet 1466 („Marienglocke“) | weitere Bilder Fotos hochladen |
| Evangelisches Pfarrhaus  | Unterdorf 8 Lage | 1840er Jahre | klassizistischer Walmdachbau, 1840er Jahre | BW                             |